# Prix Charles Delaunay
Der Prix Charles Delaunay  ist ein Jazzpreis, der ab 1985 von der Académie du Jazz an die beste Buchveröffentlichung zum Thema Jazz (prix du meilleur livre traitant du jazz) vergeben wurde. Nachdem der Preis zunächst als Le Prix du Livre de Jazz firmierte, erhielt er nach dem Tod des langjährigen Jurymitglieds Charles Delaunay 1988 den Titel Prix Charles Delaunay. Ab 2010 kehrte man wieder zum alten Titel zurück.

## Preisträger
| - 1985: L’œil du Jazz von Herman Leonard (Ed. Filipacchi) und Delaunay’s Dilemna von Charles Delaunay (Ed. W) - 1986: West Coast Jazz von Alain Tercinet (Ed. Parenthèses) - 1987: Big Bill Blues (Autobiographie von Big Bill Broonzy), hrsg. von Yannick Bruynoghe wiederveröffentlicht von Marc Tomsin (Ed. Ludd) sowie für Le Jazz von Lucien Malson und Christian Bellest (Collection Que Sais-Je, Presses Universitaires de France) - 1988: Dictionnaire du jazz, hrsg. von Philippe Carles, André Clergeat, Jean-Louis Comolli & Col. (Ed. Albin Michel) - 1989: Miles, l’autobiographie von Miles Davis (Presse de la Renaissance) - 1990: Las Vegas Tango von Laurent Cugny (Ed. P.O.L./Collection Birdland) - 1991: ‘BeBop von Alain Tercinet (Ed. POL) - 1992: Talkin’ That Talk, le langage du blues et du jazz von Jean-Paul Levet (Hatier) - 1993: Electric Miles Davis (1968-1975) von Laurent Cugny (Birdland/André Dimanche Éditeur) - 1994: Bessie Smith von Florence Martin (Editions du Limon/Collection Mood Indigo) - 1995: Jazz Impro von Geoff Dyer (Editions Joëlle Lasfeld) - 1996: Monk von Laurent De Wilde (L’Arpenteur/Gallimard) - 1997: Une histoire de la batterie de jazz. Tome 1 von Georges Paczynski (Outre Mesure) - 1998: Jazz Me Blues, (Photographies de Jean-Pierre Leloir) von François Postif (Outre Mesure) - 1999: Fiesta in Blue - Textes de jazz von Alain Gerber (Editions Alive) - 2000: Une histoire de la batterie de jazz. Tome 2, Les années BeBop von Georges Paczynski (Outre Mesure) | - 2001: Le son que j’ai vu von Roy DeCarava (Phaïdon) - 2002: LOUIE von Alain Gerber, (Fayard) - 2003: Pour l’amour de Mingus von Sue Graham Mingus (Editions du Layeur). - 2004: Bix Beiderbecke, une biographie von Jean-Pierre Lion (Ed. Outre Mesure) - 2005: Une chronologie du jazz von Philippe Baudoin (Outre Mesure). - 2007: Les musiciens de jazz et leurs trois vœux von Pannonica de Koenigswarter (Buchet/Chastel) - 2008: Jazz Covers von Joaquim Paulo (Taschen) - 2009: Analyser le jazz von Laurent Cugny (Outre Mesure) und Jazz et société sous l’Occupation von Gérard Régnier (L’Harmattan) - 2010: Misterioso – Le petit livre à offrir à un amateur de jazz, Texte von Pascal Anquetil, Raphaële Vidaling und Rémi Vimard (Tana Editions) - 2011: KO-KO von Alain Pailler (Editions Alter ego) - 2012: Petit Dictionnaire incomplet des incompris von Alain Gerber (Éditions Alter ego) - 2013: Lâchez-moi von Hampton Hawes (mit Don Asher) (13E Note Editions) - 2014: Une histoire du jazz en France. Tome 1: Du milieu du XIXe siècle à 1929 von Laurent Cugny (Outre Mesure) sowie Tal Farlow, Un accord parfait. A Life in Jazz Guitar von Jean-Luc Katchoura mit Michele Hyk-Farlow (Paris Jazz Corner) - 2015: Lady in Satin von Julia Blackburn (Rivage Rouge/Payot) - 2016: Music Is My Mistress von Duke Ellington und Claude Carrière (Vorwort) (Slatkine) - 2017: André Hodeir, le jazz et son double von Pierre Fargeton (Symétrie) - 2018: Monk, von Youssef Daoudi (éditions Martin de Halleux) - 2019: Boris Vian 100 ans von Nicole Bertolt und Alexia Guggémos (Éditions Heredium) und Anatomie du Bison – Chrono-bio-bibliographie de Boris Vian von Christelle Gonzalo und François Roulmann (Éditions des Cendres) - 2020: Dexter Gordon, Sophisticated Giant von Maxine Gordon (Éditions Lenka Lente) |